# Elim Chan
Elim Chan (陳以琳S; Hong Kong, 18 novembre 1986) è una direttrice d'orchestra hongkonghese.
Direttrice principale dell’Antwerp Symphony Orchestra dalla stagione concertistica 2019-2020, è stata nominata direttore ospite principale della Royal Scottish National Orchestra a partire dalla stagione 2018-2019.

## Studi
Elim Chan cantava in un coro di bambini a Hong Kong e ha iniziato a suonare il piano a sei anni. Ha ottenuto il Bachelor of Music presso lo Smith College nel Massachusetts. In seguito, ha studiato presso l’Università del Michigan dove è diventata direttore musicale dell’University of Michigan Campus Symphony Orchestra e della Michigan Pops Orchestra. Ha ottenuto dei master e il dottorato in conduzione di orchestra e si è laureata come direttore d’orchestra nell’anno 2014. Chan ha ottenuto la Bruno Walter Conducting Scholarship nel 2013 e nel 2015 ha frequentato alcune master class con Bernard Haitink a Lucerna.

## Carriera musicale
Nel dicembre 2014, all’età di 28 anni, Chan ha vinto la Donatella Flick Conducting Competition. Come conseguenza di questa vittoria, è stata nominata direttore assistente della London Symphony Orchestra per la stagione 2015-2016. Nella stagione 2016-2017, ha partecipato al Dudamel Fellowship Program con la Los Angeles Philharmonic.
Nel 2018-2019, Elim Chan è diventata direttore ospite permanente della Royal Scottish National Orchestra, succedendo così a Thomas Søndergård.
Dalla stagione 2019-2020, Chan è direttore principale della Antwerp Symphony Orchestra, la cui sede permanente è la Queen Elisabeth Hall (Koningin Elisabethzaal) ad Anversa. Chan, che ha seguito le orme, per citarne alcuni, di Edo de Waart e Jaap van Zweden, è il direttore principale più giovane che sia mai stato nominato dall’Antwerp Symphony Orchestra.
Inoltre, Elim Chan è stata anche direttore ospite della Mariinsky Orchestra, della Hong Kong Philharmonic Orchestra, della London Symphony Orchestra, della Koninklijk Concertgebouworkest, della Orchestre Philharmonique de Luxembourg, della Philharmonia Orchestra, della Royal Liverpool Philharmonic Orchestra, della Frankfurt Radio Symphony Orchestra, della Orchestre National de Lyon, della Rotterdam Philharmonic Orchestra, della Houston Symphony e della Music Academy of the West.
Ha diretto altresì la National Arts Centre Orchestra a Ottawa e l’Orchestre de la Francophonie, come parte del NAC Summer Music Institute nel 2012 e ha così collaborato con Pinchas Zukerman. Ha partecipato al Musical Olympus Festival a San Pietroburgo e ha seguito alcuni workshop con la Cabrillo Festival Orchestra e la Baltimore Symphony Orchestra (con Marin Alsop, Gerard Schwarz e Gustav Meier).

## Vita privata
Elim Chan è fidanzata con il percussionista olandese Dominique Vleeshouwers, che ha vinto il Dutch Music Prize (Nederlandse Muziekprijs) nel 2020.